# Чокнуті (фільм)
«Чокнуті» або «Чокнута» (англ. Nuts) — американський кінофільм-драма режисера Мартіна Рітта, що вийшов на екрани в 1987 року. Екранізація п'єси американського письменника Тома Топора. Стрічка отримала три номінації на премію «Золотий глобус» — за найкращий фільм-драму, найкращу жіночу роль в драматичному фільмі (Барбра Стрейзанд) та найкращу чоловічу роль другого плану (Річард Дрейфус), а також була номінована на премію «Давид ді Донателло» в категорії «найкраща іноземна акторка» (Барбра Стрейзанд).

## Сюжет
Дівчина за викликом Клодія Дрейпер вбиває свого клієнта Аллена Гріна. Маючи на меті уникнути публічного скандалу, мати Клодії Роуз та вітчим Артур намагаються представити її неосудною та залучають до справи відомого психіатра доктора Герберта Моррісона. Під час судового засідання адвокат Клодії відмовляється від захисту своєї підопічної після того, як вона розуміє, якою її хочуть виставити батьки, і кидається на свого захисника в залі суду.
Суд призначає нового адвоката Аарона Левінскі, який серйозно береться за справу. Під час особистого розслідування Левінскі дізнається правду про зовні респектабельну сім'ю Дрейпер, а також мотиви, що привели Клодію на панель.

## У ролях
- Барбра Стрейзанд — Клодія Дрейпер
- Річард Дрейфус — Аарон Левінскі
- Морін Степлтон — Роуз Керк
- Карл Молден — Артур Керк
- Елай Воллак — доктор Герберт Моррісон
- Роберт Веббер — прокурор Френсіс Макміллан
- Джеймс Вітмор — суддя Стенлі Мердок
- Леслі Нільсен — Аллен Грін